# Rainer Witt
Rainer Witt (* 8. November 1943 in Darmstadt; † 15. Oktober 2014) war ein deutscher Journalist, Hörfunkreporter, Fernsehmoderator, Schriftsteller, Kabarettist und Galerist.

## Leben
Rainer Witt wuchs bei seiner Mutter auf, die in Darmstadt die Bilderrahmen-Werkstatt „Bilder König“ in der Adelungstraße betrieb. Nach einem längeren Paris-Aufenthalt arbeitete Witt unter Hans Nikel für das Satireblatt pardon. Um seinen Berufswunsch, Arzt zu werden, zu realisieren, absolvierte er Praktika in psychiatrischen und chirurgischen Abteilungen, besuchte er das Abendgymnasium und verdiente seinen Lebensunterhalt als Pfleger auf der Station 21 der Städtischen Kliniken. Der Rettungssanitäter Witt kam hier in Kontakt mit dem Arzt und Arbeitsmediziner Alexander Raftopoulo, der ihn 1970 in sein Team des ersten Darmstädter Notarztwagens aufnahm. Bei einem seiner ersten Rettungseinsätze auf der Bundesstraße B 3 fertigte Witt Fotografien der Unfallstelle an und übergab diesen mit einem entsprechenden Bericht der Tageszeitung Darmstädter Echo, es war der Initialzündung für sein späteres journalistische Leben. In den Folgejahren arbeitete er wiederholt als Freelancer  beim Darmstädter Echo und absolvierte 1972 ein Volontariat bei dieser Zeitung, es folgte Ende 1973 der nahtlose Übergang zum Hessischen Rundfunk.

## Im Künstler- und Studentenmilieu
Im Jahre 1971 eröffnete Rainer Witt mit seinem beiden Freunden Hagen Mathy (später Architekt, u. a. der Bertolt-Brecht-Schule Darmstadt) und Klaus Hentze (später Urologe) in der Darmstädter Landeswehrstraße 11 ½ die Galerie Landwehr – Kaffee, Kölsche Kuche und Kunst nach Beratung des Darmstädter Oberbürgermeisters Heinz Winfried Sabais und dem Maler Leo Leonhard. Die Galerie wurde rasch überregional durch skurrile Installation bekannt, beispielsweise eine Rasenwiese an der Decke mit angehängten Radieschen, „die man von unten betrachten konnte“. Fast zeitgleich kam Witt mit Herbert Schuhmacher in Kontakt und führte mit frühen Audiovisuelle Medien „zur Überwindung einkanaliger Kommunikation“ mit einem „Magischen Spiegel“ die ersten öffentlichen Video-Experimente durch, mittels dem sich Passanten erstmals zeitgleich selbst im Fernsehen betrachten konnten. Witt präsentierte 1972 dieses Video-Projekt als Mitglied der Gruppe telewissen auf der documenta 5 in Kassel und wurde damit überregional bekannt. Mit der neuartigen Videotechnik produzierten Schuhmacher und Witt für unterschiedliche Firmen, wie Arzberg und Reemtsma, im Bereich Heidelberg und Nordbaden zahlreiche Werbefilme. Durch die Teilnahme an der Kasseler Documenta-Ausstellung inspiriert, nannte man die Galerie in Darmstädter Juxumenta um.
Rainer Witt wuchs im Darmstädter Künstler- und Studentenmilieu heran und war unter der Mitgliedsnummer 56 steter Gast im Schlosskeller und war bis zuletzt Vorstandsmitglied in der Künstlervereinigung Keller-Klub. Die 1970er-Jahre wurden auch in Darmstadt von einem nicht unerheblichen Drogenkonsum begleitet. Neben dem, als Schwarzmarkt von Betäubungsmitteln weit über die Ortsgrenzen bekannten, Herrngarten wurde im Schlosskeller konsumiert und gedealt, der wegen Drogenexzessen und Gewaltdelikten von 1974 bis 1977 geschlossen war. Etwa 1968 etablierte sich der Klub „Underground“ in der Wilhelm-Leuschner-Straße im Johannesviertel. Unter Leitung des späteren Konzertveranstalters Maarten Schiemer, traf sich in dem Gewölbekeller die Darmstädter Subkultur, aber auch Berühmtheiten wie Rory Gallagher & Band. Neben Mitgliedern der Kommune I, wie Rainer Langhans und Uschi Obermaier, verkehrten in diesen Jahren auch dort Aktivisten der späteren Roten Armee Fraktion, wie Andreas Baader und Gudrun Ensslin. Witts Kontakte in dieser Szene führten dazu, dass er sich als Polizeireporter des Hessischen Rundfunks zum Experten über die Rote Armee Fraktion und internationalen Terrorismus entwickelte.

## Journalist und Schriftsteller
Rainer Witt hat in seinen achtunddreißig Dienstjahren beim Hessischen Rundfunk anfänglich als Polizeireporter gearbeitet und weltweit aus vielen Katastrophengebieten berichtet. In den Jahren baute er beste Kontakte zur Polizei auf und verschaffte sich vielfältige Einblicke in ihre Arbeit. Zahllose Reportagen und Moderationen in Funk und Fernsehen haben ihn zu einem beliebten hessischen Journalisten werden lassen. Witt sieht sich selbst als frühen investigativen Journalisten, „der sich nicht durch das Ankleben von falschen Bärten Informationen verschaffen musste, sondern die richtigen Leute kannte, die man fragen konnte“. Bereits 1973 deckte Witt mit seinem Team den Hanauer Giftmüllskandal um illegale Praktiken bei der Entsorgung von Sondermüll durch das SPD-Mitglied Plaumann auf, in dessen Folge der zuständige hessische Umweltminister Werner Best am 8. Oktober 1973 zurücktreten musste. 1977 wollte Witt im Rahmen der Entführung von Hanns Martin Schleyer die geplante und im letzten Moment gescheiterten Lösegeldübergabe im Hotel InterContinental Frankfurt dokumentieren, dazu hatte ihm seine Lebensgefährtin eines der letzten Hotelzimmer verdeckt buchen können. Als Hörfunkmoderator bei HR 1 moderierte er die Sendung Unterwegs in Hessen. Nach dem Ende dieser Sendereihe gab Rainer Witt Gastspiele im Radioprogramm HR 4. Ferner moderierte Rainer Witt in den Jahren 2008 und 2009 die Fernsehsendereihe Landgasthöfe in Hessen – Gemütlich einkehren mit Rainer Witt.
Witt war Mitbegründer des Kabaretts „Heimleuchter“ und textete er für die Satiresendung „Mitternachtsspitzen“ für Christine Davis und Heiner Schmidt. Zur Buchmesse im Oktober 2010 präsentierte er „Roderich“, ein Cartoonband in Zusammenarbeit mit dem Reinheimer Grafiker Rainer Hofmann-Battiston, in dem Jagd und Jäger kritisiert werden. Ebenfalls zur Buchmesse 2010 erschien im Wartberg-Verlag das Buch „Wenns drei Mal pfeift gibt’s Ärger“ mit Darmstädter Anekdoten und Geschichten. Witt verlegte das autobiografische Büchlein „Malaise, Maloche, Montmartre – Als Obstkarrenschieber in Paris“, zu dem es auch ein zweiteiliges Bühnenprogramm „Chanson & Histoire“ sowie das satirische Programm „Fronkreisch“ gibt. Er schrieb in seinem ersten Rentnerjahr die satirischen Revue „Ich bin jetzt mal da“, es erschien zur Buchmesse 2011, später auch den „Rainerbub-Heinerbub“, hier schildert er autobiografisch seine Kindheit und Jugend im Nachkriegsdarmstadt und die Sammlung „So isses“ mit Gedichten im südhessischen Idiom.

## Auslandseinsätze
Rainer Witt hielt sich am 11. September 1976 in der Region Friaul-Julisch Venetien in einem Pionier-Lager der italienischen Armee zur Berichterstattung für den ORF und den SRF auf und erlebte zufällig das heftige Erdbeben von Friaul. Schwer beeindruckt von den Zerstörung und Leiden der Bevölkerung suchte er in den folgenden Jahren bis 2007 gezielt Erdbebengebiete in Algerien, Angola, Belgisch-Kongo, Mosambik, Namibia, Ruanda, Rumänien, Südafrika und zuletzt das türkische Gölcük für Dokumentationen der ARD im Auftrag des Hessischen Rundfunks auf. Einer der journalistischen Höhepunkte war seine frühe Berichterstattung aus dem stark verstrahlten Tschernobyl und dem Umgang der Bevölkerung und Regierungsorgane mit dem Katastrophenfall.

## Kriminalautor
Rainer Witt debütierte 1983 als Krimiautor mit dem selbstverlegten (Witts Weiterstädter Feld-, Wald- u. Wiesenverlagsanstalt) Mord am Darmbach: Sechs und Kreim. Es handelte sich um den ersten südhessischen Regionalkrimi, vermutlich auch im deutschsprachigen Raum. Es folgen fünf weitere Romane. Witt sieht sich als schreibenden Journalisten, der sich sein Erfahrungskapital als Gerichts- und Polizeireporter und mit Fachlektüre über Kriminalpsychologie und staatsanwaltliche Ermittlungsmethoden erarbeitet hat. Vielfältige freundschaftliche Verbindungen zu Ermittlern, Justizbeamten und Gerichtsmedizinern dienten den Recherchen für seine Kriminalromane. Seine Protagonisten sind Menschen aus dem realen Leben. In seinen letzten Büchern verwendet er beispielsweise leicht abgewandelt Namen von Kriminalbeamten des Polizeipräsidiums Südhessen, die er bei seinen Hospitationen kennenlernen konnte, und deren persönlichen Eigenheiten bis zur detaillierten Beschreibung der Dienstzimmer (wie das mit Wasser gefüllte Nescafé-Glas als Aschenbecher und die heraus geschweißte Tresortür als Dekorationsobjekt im Dienstzimmer des Kriminaldirektors Prantz).

## Privates
Rainer Witt wohnte zuletzt in Weiterstadt und war verheiratet mit der Familientherapeutin und Politologin Gabriele Witt, die Kinder, Chiara-Eva und Luca-Max kamen 1998 und 1996 zur Welt. Zu seinen Hobbys zählten das Lesen, Gäste bekochen, die Jagd, Bergtouren und Schreiben. Rainer Witt verstarb am 15. Oktober 2014 im Alter von 70 Jahren. Bestattet wurde er auf dem Waldfriedhof in Darmstadt (Grabstelle: L 13 A 53 A).

## Werk

### Als Autor (Auswahl)
Mord am Darmbach, 1983

Drogenmann, 2006, ISBN 3-936622-87-6

Kopfschuss, 2006, ISBN 3-936622-53-1

Jägertod, 2010, ISBN 978-3-940168-76-4

Herrgottsberg, 2012, ISBN 978-3-943206-11-1

Blutgeld, 2013, ISBN 978-3-943206-21-0

### Als Mitautor (Auswahl)
Oh du Fröhliche, 2008, ISBN 978-3-940179-05-0

Darmstadt – gestern und heute, 2011, ISBN 978-3-8313-2241-1

### Als Mitherausgeber
Mitherausgeber der Darmstädter Satire „Nix fer ungut“.